# Якирович, Леон
Лео́н Яки́рович (хорв. Leon Jakirović; родился 16 января 2008, Пожега, Хорватия) — хорватский футболист, защитник загребского «Динамо».

## Клубная карьера
Якирович — воспитанник клубов «Сесвете» и «Динамо Загреб». 18 мая 2024 года дебютировал за основную команду загребского клуба, выйдя на замену в матче чемпионата Хорватии против «Славен Белупо».

## Карьера в сборной
Выступал за сборную Хорватии до 15 лет.